# Osiris tarsatus
Osiris tarsatus är en biart som beskrevs av Smith 1879. Osiris tarsatus ingår i släktet Osiris och familjen långtungebin. Inga underarter finns listade i Catalogue of Life.